# Conus tirardi
Conus tirardi é uma espécie de gastrópode do gênero Conus, pertencente a família Conidae.